# 藤原季縄
藤原 季縄（ふじわら の すえただ / すえなわ）は、平安時代前期の貴族。藤原南家、木工頭・藤原千乗の子。官位は正五位下・左近衛少将。

## 経歴
前半生は不詳の点が多いが、『大和物語』101段によると、延喜19年（919年）右近衛少将を務めているときに病に冒される。季縄は病をおして出仕した際、当時掃部助・蔵人を務めていた源公忠に対して、「体調は良くないが、仕事をしないと心地悪いので出仕しました。ひとまず出仕したまでなので本日は退出しますが、明後日には正式に出仕するので帝にもお伝えください。」と伝えて退出した。
しかし、3日後公忠の許に「くやしくぞ のちにあはむと 契りける 今日をかぎりと 言はましものを」という和歌が季縄から送られてくる。公忠は使者から季縄の様子を訊くも「大変弱っています。」と言って泣き出し、これ以上聞き出すことができなかった。公忠は落ち着いていられず近衛府の門まで出て待ち、車を取り寄せて五条にある季縄の家まで走らせた。
季縄の家に到着すると、門の前がひどく騒がしく門は閉ざされている。季縄はすでに亡くなっていたのだ。季縄のことを尋ねても誰も取り合わず、公忠はひどく落胆し涙ながらに帰宅し、後にこの顛末を帝に一通りお伝えするとたいそう哀れな気持ちにとらわれたという。また、先述の季縄の和歌は、『新古今和歌集』に収録されている。

## 人物
歌人の伊勢とは親交があり、伊勢が宇多院に仕えていたときに京極院での桜花の宴にて和歌を詠み交わしている。また、世間には片野羽林と称されており、鷹飼の名手として知られていた。黒川春村の『古物語類字抄』では、鷹狩の名手であり『交野少将物語』における交野少将のモデルであると記されている。

## 官歴
注記のないものは『近衛府補任』による。
- 時期不詳：従五位上。右衛門佐
- 延喜17年（917年） 3月8日：正五位下[4]。5月20日：左近衛少将[注釈 1]
- 延喜19年（919年） 3月：卒去[6]

## 系譜
出典のない限り『尊卑分脈』による。
- 父：藤原千乗
- 母：不詳
- 妻：不詳
- 生母不詳の子女
  - 女子：右近
  - 男子：藤原嘉令
  - 男子：藤原扶樹（?-956） - 右少弁